# Docosia flavicoxa
Docosia flavicoxa är en tvåvingeart som beskrevs av Gabriel Strobl 1900. Docosia flavicoxa ingår i släktet Docosia och familjen svampmyggor. Inga underarter finns listade i Catalogue of Life.